# Luís Henrique Dias
Luís Henrique Dias, kurz Luís Henrique, (* 18. Mai 1960 in Iracemápolis, Brasilien) ist ein ehemaliger brasilianischer Fußballspieler, der auf der Position des Torwarts stand.

## Spielerkarriere

### Vereine
Luís Henrique spielte zumeist in Vereinen des Landesinneren des Bundesstaates São Paulo, wie Botafago FC, dem União São João und São José EC sowie AA Ponte Preta.

### Nationalmannschaft
Bei den VIII. Panamerikanischen Spielen 1979 in San Juan (Puerto Rico) (Puerto Rico) erreichte er mit seiner Mannschaft die Goldmedaille.
1984 spielte er in der Olympiaauswahl, die bei den XXIII. Olympischen Sommerspielen 1984 die Silbermedaille erkämpfte. Luís Henrique saß jedoch auf der Ersatzbank, als man sich im Endspiel am 11. August 1984 gegen das Team aus Frankreich mit 0:2 geschlagen geben musste.